# Massa (rivière)
Pour les articles homonymes, voir Massa.
La Massa est une rivière de Suisse, affluent du Rhône.  

## Géographie
Elle prend sa source au glacier d'Aletsch pour se jeter dans le Rhône entre le village de Naters et le village de Bitsch, à une altitude de 680 mètres, après un cours de 6 km. Elle traverse de magnifiques gorges, vertigineuses, les gorges de la Massa.

## Aménagements
En 1967, à l'altitude de 1436 m, son cours a été entravé par la construction du barrage de Gebidem, barrage voûte de 122 m de haut.